# Helmut Bastian
Helmut Bastian (Varel, 1916. november 17. – Bréma, 1996. március 7.) német katona. Édesapja, Max Bastian a Német Birodalom hadbíróságának elnöke volt. Ő maga Kapitänleutnant volt a Német Haditengerészetnél. Ő irányította a norvég HNoMS Svenner-t elsüllyesztő torpedóhajót (Möwe).

## Bibliográfia
- Dörr, Manfred. Die Ritterkreuzträger der Überwasserstreitkräfte der Kriegsmarine—Band 1: A–K (német nyelven). Osnabrück, Németország: Biblio Verlag (1995). ISBN 978-3-7648-2453-2
- Fellgiebel, Walther-Peer. Die Träger des Ritterkreuzes des Eisernen Kreuzes 1939–1945 – Die Inhaber der höchsten Auszeichnung des Zweiten Weltkrieges aller Wehrmachtteile (német nyelven). Friedberg, Németország: Podzun-Pallas (2000). ISBN 978-3-7909-0284-6
- Das Deutsche Kreuz 1941 – 1945 Geschichte und Inhaber Band II (német nyelven). Norderstedt, Németország: Verlag Klaus D. Patzwall (2001). ISBN 978-3-931533-45-8
- Die Ritterkreuzträger des Eisernen Kreuzes der preußischen Provinz Schleswig-Holstein und der Freien und Hansestadt Lübeck 1939–1945 (német nyelven). Zweibrücken, Németország: VDM Heinz Nickel (2003). ISBN 978-3-925480-79-9
- Range, Clemens. Die Ritterkreuzträger der Kriegsmarine. Stuttgart, Németország: Motorbuch Verlag (1974). ISBN 978-3-87943-355-1
- Scherzer, Veit. Die Ritterkreuzträger 1939–1945 Die Inhaber des Ritterkreuzes des Eisernen Kreuzes 1939 von Heer, Luftwaffe, Kriegsmarine, Waffen-SS, Volkssturm sowie mit Deutschland verbündeter Streitkräfte nach den Unterlagen des Bundesarchives (német nyelven). Jéna, Németország: Scherzers Miltaer-Verlag (2007). ISBN 978-3-938845-17-2